# 6-羟基犬尿喹啉酸
6-羟基犬尿喹啉酸是一种含氮杂环化合物，化学式为C10H7NO4，为犬尿喹啉酸（一种氨基酸代谢产物）的衍生物，存在于银杏中，能作为AMPA和NMDA的受体拮抗剂。